# Real Instituto Elcano
L'Istituto Reale Elcano di Studi Internazionali e Strategici (in spagnolo Real Instituto Elcano de Estudios Internacionales y Estratégicos) è un centro studi spagnolo, il cui obiettivo è analizzare la politica internazionale da una prospettiva spagnola, europea e globale, oltre a fungere da forum per il dialogo e la discussione sugli affari globali.
Prende il nome dall'esploratore basco-castigliano Juan Sebastián Elcano, primo uomo a completare la circumnavigazione del mondo nel 1522.

## Storia
L'Istituto fu fondato il 27 dicembre 2001 a Madrid quale fondazione privata, costituita dai ministeri spagnoli degli Esteri, dell'Economia, della Difesa e dell'Istruzione, della Cultura e dello Sport nonché della compagnia ferroviaria pubblica RENFE.
Primo presidente fu il ministro della Difesa Eduardo Serra Rexach (2001-2005), seguito dal giurista Gustavo Suárez Pertierra (2006-2011), dal sociologo Emilio Lamo de Espinosa (2012-2021), e dall'economista José Juan Ruíz (2021-).
Presidente onorario del think tank è l'ex Principe delle Asturie ed attuale re di Spagna Filippo VI.
Dal 2012 il direttore è lo storico anglo-spagnolo Charles Powell.